# Racquel Sheath
Racquel Sheath (Morrinsville, 27 de novembro de 1994) é uma desportista neozelandesa que compete no ciclismo na modalidade de pista. Ganhou uma medalha de bronze no Campeonato Mundial de Ciclismo em Pista de 2017, na prova de perseguição por equipas.
Participou nos Jogos Olímpicos de Verão de 2016 ocupando o 4.º lugar na disciplina de perseguição por equipas.

## Medalheiro internacional
| Campeonato Mundial | Campeonato Mundial | Campeonato Mundial | Campeonato Mundial      |
| Ano                | Lugar              | Medalha            | Competição              |
| ------------------ | ------------------ | ------------------ | ----------------------- |
| 2017               | Hong Kong ( China) | Medalha de bronze  | Perseguição por equipas |